# Три Лејкс (Флорида)
Три Лејкс (енгл. Three Lakes) насељено је место без административног статуса у америчкој савезној држави Флорида.

## Демографија
По попису из 2010. године број становника је 15.047, што је 8.092 (116,3%) становника више него 2000. године.
| Група             | 2000.         | 2010.         |
| Белци             | 2.195 (31,6%) | 2.805 (18,6%) |
| Афроамериканци    | 1.088 (15,6%) | 1.571 (10,4%) |
| Азијати           | 269 (3,9%)    | 694 (4,6%)    |
| Хиспаноамериканци | 3.322 (47,8%) | 9.843 (65,4%) |
| Укупно            | 6.955         | 15.047        |